# トンマーゾ・ポベガ
トンマーゾ・ポベガ（Tommaso Pobega, 1999年7月15日 - ）は、イタリア・トリエステ出身のサッカー選手。ボローニャFC所属。イタリア代表。ポジションはMF。

## クラブ経歴

### ACミラン
2013年7月1日、USトリエスティーナユースからACミランユースへ加入。以後プリマヴェーラまで育成された。

### テルナーナ
2018年8月23日、ACミランの育成方針により出場機会を得るためセリエCのクラブ、テルナーナへレンタル移籍した。10月7日、ACレナーテ戦にて後半73分に途中出場、プロデビューを果たす。12月27日、SSテーラモ・カルチョ戦にてプロ初ゴールを決めた。

### ポルデノーネ
2019年7月15日、セリエBのクラブ、ポルデノーネへレンタル移籍した。

### スペツィア
2020年8月24日、ポベガは2025年6月30日までACミランと新契約を締結。9月23日、スペツィアへレンタル移籍した。11月1日、
ユヴェントス戦にてセリエA初ゴールを決めるも、試合は1-4で敗北した。

### トリノ
2021年8月27日、トリノFCへレンタル移籍した。

### ACミラン
2022年8月5日、トリノFCにて継続してスタメン起用され続け、33試合出場4ゴール3アシストと結果を残したポベガは、ACミランと2027年6月30日まで新契約を締結した。同年9月14日、UEFAチャンピオンズリーグのグループステージ、NKディナモ・ザグレブ戦において後半77分よりサンドロ・トナーリと交代で途中出場し、ACミランでの初ゴールを決めた。試合は3-1と勝利した。
2023年12月17日、セリエA第16節ACモンツァ戦ホームにてスタメン出場も、前半24分負傷により途中交代、12月21日、ミランはポベガが左大腿直筋腱の修復手術を受けたことを発表した。手術はミランの担当医ダリオ・ドナート氏の立ち会いのもと、フィンランドでラッセ・レンパイネン医師によって行われ、無事に成功した。離脱期間は4カ月になると明かしている。2024年5月11日、セリエA第36節カリアリ戦にて後半84分、イスマエル・ベナセルと交代で途中出場し復帰を果たす。

### ボローニャFC
2024年8月24日、ボローニャFCへ2025年6月30日までの買取オプション付きローンで移籍。2025年6月30日、期限満了によりACミランへ復帰も、同7月22日に再びボローニャFCへ2026年6月30日までの期限付きローンで移籍。前回と違い一定の条件を満たした場合、完全移籍のオプション付。

## 代表経歴

### ユース代表
2020年11月12日、U-21イタリア代表でデビュー。UEFA U-21欧州選手権予選でU-21アイスランド代表に2-1で勝利。ポベガはこの試合で2ゴールを決めた。

### A代表
2021年11月5日、ロベルト・マンチーニ率いるイタリア代表に初招集された。2022年6月4日にスタディオ・レナート・ダッラーラで行われたUEFAネーションズリーグ2022-23のドイツ代表との試合で、1-1で引き分けているなか80分からサンドロ・トナーリに代わってピッチに入り初出場を果たした。試合はこのまま1-1で終了したが、この試合では自身を含め6名がイタリア代表にデビューした。

## 人物
選手生活と並行してペガソ・テレマティカ大学に進学し、2023年に所属クラブを分析した論文「ミランの社会的責任」を提出し経営学の学位を取得した。

## 個人成績
2025年5月26日現在
| クラブ              | シーズン | リーグ       | リーグ | リーグ | カップ | カップ | リーグカップ | リーグカップ | 国際大会 | 国際大会 | その他 | その他 | 通算 | 通算 |
| クラブ              | シーズン | ディビジョン | 出場   | 得点   | 出場   | 得点   | 出場         | 得点         | 出場     | 得点     | 出場   | 得点   | 出場 | 得点 |
| ------------------- | -------- | ------------ | ------ | ------ | ------ | ------ | ------------ | ------------ | -------- | -------- | ------ | ------ | ---- | ---- |
| テルナーナ (loan)   | 2018-19  | セリエC      | 32     | 3      | 1      | 0      | —            | —            | —        | —        | —      | —      | 33   | 3    |
| ポルデノーネ (loan) | 2019-20  | セリエB      | 33     | 5      | 1      | 1      | —            | —            | —        | —        | —      | —      | 34   | 6    |
| スペツィア (loan)   | 2020-21  | セリエA      | 20     | 6      | —      | —      | —            | —            | —        | —        | —      | —      | 20   | 6    |
| トリノ (loan)       | 2021-22  | セリエA      | 33     | 4      | —      | —      | —            | —            | —        | —        | —      | —      | 33   | 4    |
| ミラン              | 2022-23  | セリエA      | 19     | 2      | 1      | 0      | —            | —            | 8        | 1        | —      | —      | 28   | 3    |
| ミラン              | 2023-24  | セリエA      | 11     | 0      | 4      | 0      | —            | —            | 0        | 0        | —      | —      | 15   | 0    |
| ボローニャ (loan)   | 2024-25  | セリエA      | 21     | 2      | 4      | 1      | —            | —            | 5        | 1        | —      | —      | 30   | 4    |
| 総通算              | 総通算   | 総通算       | 169    | 22     | 11     | 2      | 0            | 0            | 13       | 2        | 0      | 0      | 193  | 26   |